# Сенич, Йосип
Йосип Сенич (хорв. Josip Senić; 18 марта 1936, Нова-Градишка — 10 марта 1972, Вислох) — хорватский радикальный националист и террорист, руководитель Хорватского революционного братства.

## Биография
Родился 18 марта 1936 года в Нове-Градишке. О Сениче известно не так много. Он использовал псевдоним «Мирко Славонац». В 1956 г. приговорён к двум годам условно за "вражескую деятельность". В 1957 г. бежал в Италию. Из Италии уехал в Австралию 1 марта 1959 и в 1961 году стал членом внутреннего круга Хорватского революционного братства. Руководителем Братства он стал после похищения югославскими спецслужбами во Франции его предшественника Гезы Пашти. В ХРБ предположили, что Пашти был экстрадирован в югославию и убит (что и подтвердилось в дальнейшем).
Сенич собирался участвовать в акции ХРБ в Бугойно, однако 10 марта 1972, за три месяца до её начала, был убит югославскими спецслужбами (УДБА) в немецком Вислохе. Он был обнаружен в гостинице с перерезанным горлом. Точные обстоятельства его гибели до сих пор остаются неизвестными.